# Istenszülő születése fatemplom (Hernécs)
A hernécsi Istenszülő születése fatemplom műemlékké nyilvánított épület Romániában, Máramaros megyében. A romániai műemlékek jegyzékében az  MM-II-m-A-04584 sorszámon szerepel.